# Clanton 14
 (août 2013).
Si vous disposez d'ouvrages ou d'articles de référence ou si vous connaissez des sites web de qualité traitant du thème abordé ici, merci de compléter l'article en donnant les références utiles à sa vérifiabilité et en les liant à la section « Notes et références ».
Clanton 14 (également appelé 14th Place ou Clatone) est l'un des plus anciens gangs de Los Angeles.

## Historique
Ce gang mexicain fut fondé en 1921 à Los Angeles. Les Clanton 14 (C14 ou CX4) sont appelés ainsi en référence au quartier où ils vivaient. Dans les années 1940, le Clanton Street Gang changea de nom pour celui de 14th Place. Le gang de Clanton était actif à Los Angeles durant plusieurs décennies et eut pour conséquence de compromettre plusieurs générations de Mexicains pourtant bien intégrés et vivant aux États-Unis. Le gang prit alors conscience de ce problème, et finirent par rejeter les désireux (principalement des immigrés mexicains) qui voulaient devenir membres des Clanton 14. Aujourd'hui, ils existent toujours, mais de ses rejetés naquit le 18th Street Gang.
Les Clanton 14 est un gang Sureños (en). Le 14 dans leur nom ne représente pas le N de « Norte », mais seulement le quartier et la rue d'où est originaire le gang. De nos jours, ses plus grands rivaux sont le 18th Street Gang et les MS13.

## Médiatisation
Le Clanton 14 fut le premier gang à se médiatiser sur internet, mettre les vedettes du gang en photo, publier des biographies, des œuvres d'art, voire donner la possibilité de correspondre avec des membres ou « vétérans » du gang.

## Territoire
Le gang occupe (ou occupait) le centre ville de Los Angeles. Un second quartier a été ajouté à la fin des années 1950 autour de Pico Boulevard et Union Avenue, ce qui entraîna le gang à s'élargir vers l'ouest. Puis les territoires du gang ont été délimités par la rue San Pedro à l'ouest, l'Alameda, rue de l'Est, et Washington Boulevard vers le sud.